# 广州医科大学附属第四医院 (番禺)
广州医科大学附属第四医院是位於廣州市番禺區的一所三甲标准综合医院，占地82亩，建筑面积6.6万平方米，由2010年广州亚运会运动员村门诊部發展而來，於2011年由广州医学院接管并易名為广州医学院附属第四医院。2013年4月更名为广州医科大学附属第四医院。2016年，经广州市编委及广州医科大学批准，广医四院整体并入广医二院，改名爲广医二院番禺院区。
主要服務區域是番禺区广州新城及周边地区，提供其居民的医疗、康复保健、教学、科研和急救等服務，是广州亚运会配套建设。

## 科室設置
- 呼吸內科
- 消化內科
- 內分泌科
- 心血管內科
- 腎內科
- 神經內科
- 骨科
- 泌尿外科
- 普通外科
- 神經外科
- 胸外科
- 耳鼻喉科
- 眼科
- 皮膚科
- 中醫科
- 婦科
- 口腔科
- 兒科
- 康復科[5]

## 交通
- 廣州地鐵
  - █4号线：海傍站[6]